# 최원지
최원지(崔元沚, 생몰년 미상)는, 고려 말기의 무신이다. 
우왕 5년(1379년) 윤5월 안주만호(安州萬戶)로써 영청현(永淸縣)에서 왜구를 쳐부수었다. 이듬해 2월 니성안무사(泥城安撫使)가 되었다.
우왕 8년(1382년) 1월 요동(遼東)의 호발도(胡拔都)가 병사 1천을 이끌고 압록강을 건너 의주상만호 장려의 집을 포위하고 그의 재산과 말 15필을 빼앗아갔다. 이때 최원지는 의주부만호(副萬戶)로 있었으며, 호발도를 추격하여 20여 명의 목을 베었다.
우왕 11년(1385년) 8월 동지밀직(同知密直)으로써 서북면도안무사(西北面都安撫使)가 되었다.
요동 지역의 첩자가 자주 국경에 출몰하자 고려 조정은 우왕 13년(1387년) 11월 서북면도순문사(西北面都巡問使) 정희계(鄭熙啓), 도안무사 최원지 및 니성(泥城)·강계(江界)·의주만호(義州萬戶)에게 각기 비단을 사람당 1필씩 하사하고, 사전(私田)의 전조를 반을 거두어 군량미로 비축하도록 하였다.
우왕 14년(1388년) 3월, 명의 요동도사(遼東都司)가 승차(承差) 이사경(李思敬) 등을 보내 압록강에 이르러 '호부(戶部)에서 성지(聖旨)를 받들어 철령(鐵嶺) 이북·이동·이서는 본래 개원로(開原路)에 속해있었으므로 소속된 군인(軍人)으로 한인(漢人)·여진(女眞)·달달(達達)·고려는 그대로 요동에 귀속한다.'라는 내용의 방을 붙이고, 이어 지휘(指揮) 2인을 파견하여 군사 1천여 명을 이끌고 강계(江界)에 이르렀으며 장차 철령위(鐵嶺衛)를 세우고자 요동에서 철령까지 70참(站)을 설치하였다는 소식이 서북면도안무사를 맡고 있던 최원지에 의해 고려 조정에 보고되었다. 이에 우왕과 최영은 철령 이북의 땅을 내어 줄 수 없다며 요동 정벌을 모의했고, 이를 반대하던 이성계는 압록강의 위화도에서 군사를 돌려 개경으로 들이닥쳐, 최영을 유배보냈다가 처형하고 우왕을 폐위시켰다. 
우왕에 이어 창왕까지 왕씨가 아닌 신돈의 핏줄이라는 이유로 이성계 일파에 의해 폐위되었는데, 창왕이 폐위되던 날 최원지는 상의문하부사(商議門下府事)로써 밀직부사(密直副使) 류용생(柳龍生)과 함께 궐문을 지키고 있었다. 이 공을 인정받아 공양왕 옹립 공신에 책봉되었다.